# Шатонеф сир Шарант
Шатонеф сир Шарант (фр. Châteauneuf-sur-Charente) насеље је и општина у западној Француској у региону Поату-Шарант, у департману Шарант која припада префектури Коњак.
По подацима из 2011. године у општини је живело 3413 становника, а густина насељености је износила 142,09 становника/km². Општина се простире на површини од 24,02 km². Налази се на средњој надморској висини од 17 метара (максималној 99 m, а минималној 16 m).

## Демографија
| 1962. | 1968. | 1975. | 1982. | 1990. | 1999. | 2011. |
| ----- | ----- | ----- | ----- | ----- | ----- | ----- |
| 3.285 | 3.475 | 3.500 | 3.554 | 3.522 | 3.422 | 3.413 |

График промене броја становника у току последњих година